# Sprottebruch

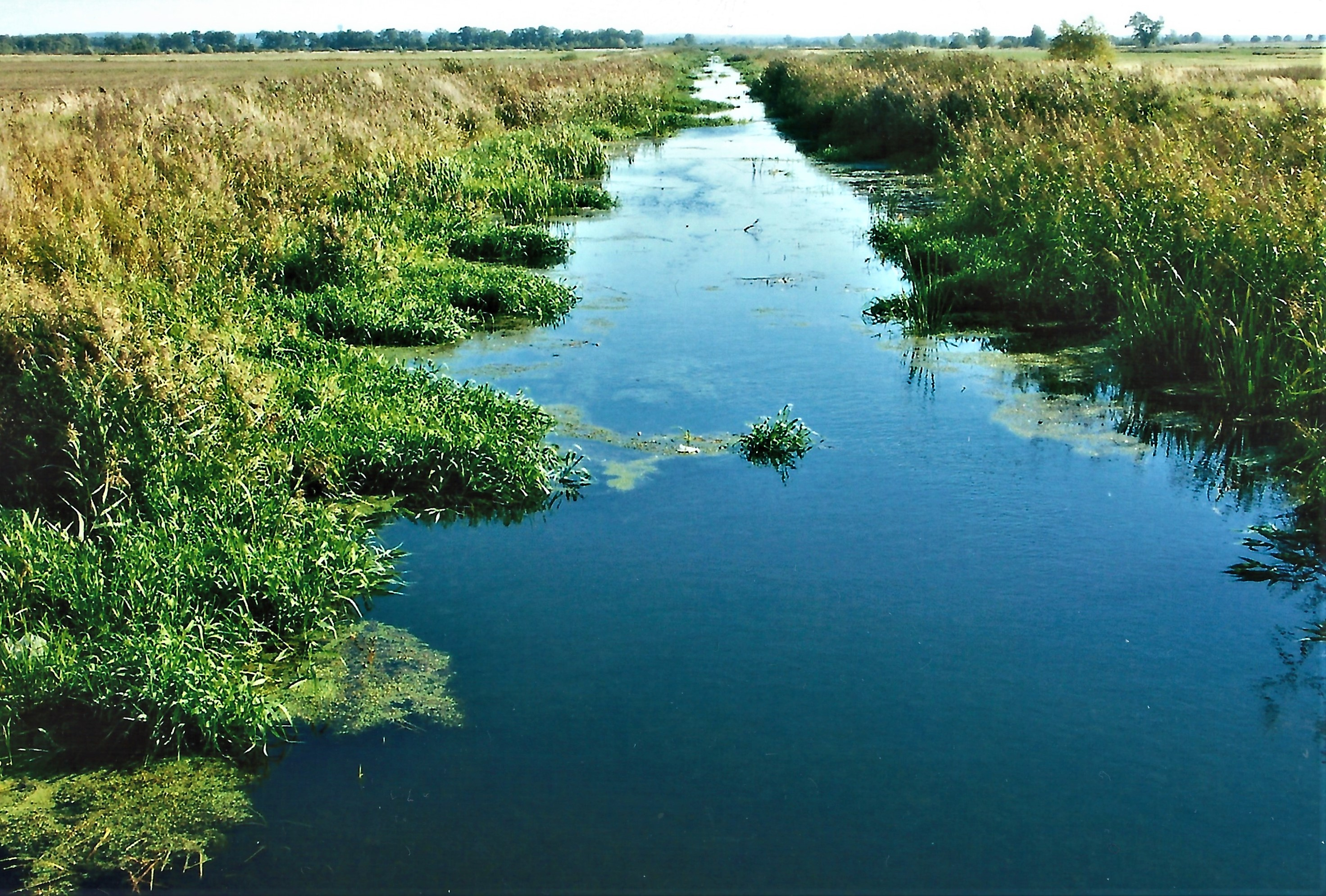
Kanalisierte Sprotte, nördlich über Krępa (zu deutsch Krampf), 2006

 Das Sprottebruch ist das größte Niederungsmoor in Westpolen. 

## Lage
Das Sprottebruch bei Przemków (deutsch Primkenau) im vormaligen Herzogtum Glogau umfasst ein Gebiet von rund 6000 ha. Zwischen der Oder im Osten und deren linken Nebenfluss Bober gelegen, konnte sich das Moor als eiszeitliches Staubecken in einer flachen Mulde bilden, gespeist durch die Zuflüsse der umliegenden Randhöhen. Namengebend war die Sprotte, der bedeutendste Zufluss, der das Moor von Ost nach West durchzieht und bei Szprotawa (Sprottau) in den Bober mündet.

## Geschichte

### Mittelalter
Im Jahre 1015 n. Chr. fand das Sprottebruch Eingang in die Geschichtsschreibung. Kaiser Heinrich II. war mit einem größeren Heer deutscher Ritter zu seinem vierten Polenfeldzug aufgebrochen und fügte nach Überquerung der Oder bei Krossen dem Polenherzog Boleslaw Chrobry eine schwere Niederlage zu. Danach trat er mit der Hauptstreitmacht am 1. September 1015 den Rückmarsch durch sumpfiges Gelände an, das er vermutlich durch Knüppeldämme überwinden konnte. Zweihundert Ritter der Nachhut gerieten jedoch in einen Hinterhalt und wurden bis auf zwei Überlebende aufgerieben. Historiker sind sicher, dass es sich bei dem sumpfigen Gelände um das Sprottebruch gehandelt hat.
Vom polnischen Herrschergeschlecht der Piasten wurde 1138 mit Herzog Wladislaw II. die Linie der Schlesischen Piasten begründet. Unter seinem Nachfolger Boleslaw I. von Schlesien setzte dann um 1175 die Kolonisation mit deutschen Siedlern in Schlesien ein. Für das Sprottebruch bedeutete dies lediglich die Besiedlung der höher gelegenen Randlagen. Das Sumpfgebiet selbst wurde durch die Anlage von Wassermühlen besonders am westlichen Auslauf eher noch unwirtlicher, weil angestautes Wasser zu Seebildung und Schädigung des örtlichen Baumbestandes führte.

### 18. Jahrhundert
Während der folgenden Jahrhunderte hat das Sprottebruch seinen Zustand als naturbelassenes Gebiet weitgehend behalten. Nach dem Übergang Schlesiens an Preußen 1742 infolge des Ersten Schlesischen Krieges blieb es dem König Friedrich II. vorbehalten, hier etwas zu ändern. Die drei von ihm begonnenen Schlesischen Kriege hatten das Ziel, Schlesien unter seine Herrschaft zu bekommen. Als Feldherr ist Friedrich der Große in die Geschichte eingegangen, aber auch dessen Bemühungen, seine Länder landwirtschaftlich zu erschließen, sind überliefert. Seit 1746 wurden erste Teile des Bruche entwässert. So verhalf König Friedrich II. 1756 der Kartoffel durch Verordnung zum Durchbruch als Nahrungsmittel in Preußen. Im selben Jahr begann Preußen den Siebenjährigen Krieg, gleichzeitig ist auch ein Entwurf für die Entwässerung des Sprottebruchs entstanden. Von 1770 bis 1775 haben Arbeiten zur Begradigung der Sprotte und der Bau eines Stichkanals begonnen. Die Jahrzehnte nach 1775 brachten keine weiteren Fortschritte bei der Entwässerung des Sprottebruchs. Im Gegenteil, nachdem 1786 mit Friedrich II. der wichtige Mentor verstorben war, wurde das bisher Geschaffene vernachlässigt, und Überschwemmungen waren wieder die Regel im Bruch. Klagen der Anteilseigner wurden von staatlicher Seite mit Gutachten und Entwässerungsplänen beantwortet, deren Durchführung ohne nachhaltige Wirkung blieb.

### 19. Jahrhundert
Mitte des 19. Jahrhunderts rückten das Sprottebruch und seine Umgebung wieder ins Blickfeld der Geschichte. Die komplizierten politischen Verhältnisse in Skandinavien führten dazu, dass Herzog Christian August von Schleswig-Holstein-Sonderburg-Augustenburg (ein Neffe des dänischen Königs) des Landes verwiesen und großzügig von der dänischen Krone für die zurück gelassenen Güter entschädigt wurde. Die Herzogsfamilie Christian Augusts ging nach Schlesien und erwarb 1853 die Herrschaft Primkenau, südlich an das Sprottebruch angrenzend. Der Elan eines Neubeginns und die reichlich vorhandenen finanziellen Mittel der neuen Herrschaftseigner brachten 1853 wieder Bewegung in die Entwässerung des Sprottebruchs. Der Herzog kaufte sogleich die Zeisdorfer Mühle und vermochte damit den Wasserstand am westlichen Austritt der Sprotte aus dem Bruch zu regulieren. Er ließ den Südkanal anlegen, der von Ost nach West durch seinen Bruchbesitz führte. So konnten innerhalb von zehn Jahren 1500 Morgen Ackerland dem Bruch abgerungen werden. Die Vorreiterrolle der Herzogsfamilie ließ die zuständigen staatlichen Stellen zunächst in abwartender Haltung verharren. Mit den Jahren zeitigten die Anstrengungen der Augustenburger aber auch Nachteile für benachbarte Grundbesitzer und ließen erkennen, dass man in größeren Dimensionen denken und arbeiten musste.

## Genossenschaften
Da die Primkenauer Herrschaft nur 28 % des Bruchgebietes ihr eigen nannte, führte die Suche nach einer umfassenden Lösung 1876 zur Gründung einer Wassergenossenschaft, deren Mitglieder das gesamte Gebiet von 6000 ha in ihrem Besitz hatten. Im Einzelnen waren dies 15 Güter und weitere 2000 Eigentümer aus 26 Gemeinden! Die Interessenvertretung so vieler in einer Genossenschaft war kompliziert und machte diese nicht gerade sehr schlagkräftig. Zahlreiche Gutachten, Pläne und Entwürfe befassten sich mit der Entwässerung des Bruchs. Etwa ein Dutzend Wasserbau-Experten haben sich im Laufe vieler Jahre an diese Aufgabe herangewagt.
Teilerfolge waren die Absenkung und letztlich die Beseitigung des Mühlenstaus bei Zeisdorf. Immer wieder wurde an der Verbreiterung und Vertiefung der Sprotte und der nördlich verlaufenden Kleinen Sprotte gearbeitet. Erfolgversprechend war auch die Anlage eines Hauptentwässerungskanals in Ost-West-Richtung an der tiefsten Stelle des Bruchs, der 1920 realisiert wurde und die Absenkung des Wasserstandes um bis zu einem Meter brachte. Nach diesen Erfolgen konnten Ende der 1920er Jahre erste Bodenverbesserungs-Genossenschaften gegründet werden, die ein knappes Drittel des Bruchgebietes bearbeiten wollten. Die beginnende Umwandlung in landwirtschaftliche Nutzfläche bewog die Primkenauer Herrschaft, 1929 ein Naturschutzgebiet von 625 ha einzurichten. Damit sollte ein Stück Urlandschaft erhalten bleiben als Zufluchtstätte für die Tier- und Pflanzenwelt.

## Reichsarbeitsdienst (RAD)
Das letzte Kapitel im fast zweihundertjährigen Bemühen, das Sprottebruch für die Landwirtschaft nutzbar zu machen, schlugen die Nationalsozialisten auf. Sie strebten angeblich die „Nahrungsfreiheit des deutschen Volkes“ an. Rund um das Sprottebruch und dem Neubauerndorf Hiershagen wurden ab 1934 mehrere Lager des Reichsarbeitsdienstes (RAD) aufgebaut, und 1937 waren elf Abteilungen direkt mit 2300 Mann im Bruch tätig. Mit diesen zahlreichen, billigen Arbeitskräften wurden Straßen und Wege geschaffen, die Voraussetzung für die großflächige Melioration. In nur 18 Monaten konnte der Hauptdamm Primkenau-Quaritz (Quaritz hieß ab 1937 Oberquell) gebaut werden, der eine Straßenverbindung in Nord-Süd-Richtung möglich machte. Im Ganzen wurden 36 km Wege und zahlreiche Brücken geschaffen. Die danach einsetzende Bodenbearbeitung begann mit der Beseitigung versunkener Baumstämme, deren Lage durch Abtasten mit Stahlsonden festgestellt werden musste. Dann bearbeiteten Dampfpflüge und Tellereggen den Boden, bevor als erste Zwischenfrucht Hanf mit großem Erfolg angebaut wurde. Innerhalb weniger Jahre wandelte sich das Sprottebruch zum wichtigsten Hanfanbaugebiet des Deutschen Reiches. Auf Dauer war jedoch geplant, das kultivierte Gebiet überwiegend als Grünland zu nutzen. Dafür war es so gut geeignet, dass 1936 vier Grasschnitte eingefahren werden konnten. Folgerichtig wurde angestrebt, im Sprottebruch das bevorzugte schlesische Rindviehzuchtgebiet einzurichten. RAD Abteilungen, die das Bruch meliorierten:
- 2/105 Thomas Trautenberger in Sprottischwaldau
- 3/105 Eduard von Fransecky und Neuvorwerk in Primkenau
- 4/105 Gaan von Salzburg in Baierhaus / Oberleschen, (Gaan von Salzburg war 1277 ein Siebenburger Aufstandsführer, 1969 Theaterstück)
- 6/105 Birkenberg in Ilowa / Halbau
- 7/105 in Sprottischwaldau
- 8/105 Martin Eisenburger in Armadebrunn, (Martin Eisenberger war 1640 Bürgermeister von Schäßburg und Freiheitsheld in Siebenbürgen)
- 1/106 Sprottebruch in Primkenau
- 2/106 in Reuthau Kr. Sprottau
- 4/106  Kurt Johannes und Lange Erlen in Sprottebruch bei Primkenau
- 7/106 Sprottebruch in Hierlshagen[2]; 1936 nach Konstantin Hierl benannt.
- 8/106 Sachsenlager in Hierlshagen
- 9/106 Luisenhöhe in Primkenau
- 10/106 Konrad von Thierberg d.J. in Hierlshagen
- 11/106 Freiherr von Heynitz in Hierlshagen

## Im Zweiten Weltkrieg
Am 15. August 1937 konnte noch mit großem Propagandaaufwand das erste im Sprottebruch neu gegründete Dorf mit 42 Bauernhöfen eingeweiht und nach Konstantin Hierl auf den Namen Hierlshagen (polnisch Ostaszów) getauft werden. Weitere Bauerndörfer waren geplant im Osten des Bruchs bei Kosel (24 Höfe) und das Westdorf mit rund 50 Höfen. Bereits 1938 kam die Entwicklung ins Stocken, weil zwei RAD-Abteilungen zu Bauarbeiten an den Westwall verlegt und noch vor Kriegsbeginn 1939 weitere Abteilungen abgezogen und zu Pioniereinheiten und Bautruppen umfunktioniert wurden. Während des Zweiten Weltkrieges mussten die meisten Arbeitsvorhaben ruhen, da die RAD-Abteilungen an den Fronten eingesetzt waren. Eingelagertes Baumaterial für das Bauerndorf bei Kosel blieb ungenutzt, Zement verdarb in einer Gutsscheune. Am 30. Januar 1945 dann das bittere Ende: Während die Dörfer südlich des Bruchs bereits brannten, verließen die letzten Arbeitsdienstmänner das Sprottebruch und brachten sich vor der nahenden Front in Sicherheit.

## Resümee und Ausblick
Überblickt man den Zeitraum von 180 Jahren (1757–1937), so sind immer wieder Hemmnisse auszumachen, die die vielfältigen Anstrengungen in Frage stellten. Zuerst waren es zaghafte, unzureichende Pläne bei der Entwässerung, dann Rücknahme von Planungen wegen fehlender Geldmittel. Auch Uneinigkeit der zahlreichen Eigentümer und Naturereignisse, die zu Überschwemmungen führten, brachten Rückschläge. Letztendlich waren Kriege dafür verantwortlich, dass hochfliegende Pläne nicht vollendet werden konnten.
In einer Zeit des weltweiten Güteraustausches ist es heute nicht mehr zwingend erforderlich, Moore landwirtschaftlich zu nutzen. Wirtschaftlichkeitsberechnungen sprechen ebenfalls dagegen. Immer größer wird die Zahl der Naturschützer mit ihrer Forderung, noch bestehende Moore als in Jahrhunderten gewachsene Naturdenkmäler zu erhalten und ehemalige Moorgebiete wieder zu vernässen.